# Stylochoplana maculata
Stylochoplana maculata är en plattmaskart som först beskrevs av de Quatrefages 1845.  Stylochoplana maculata ingår i släktet Stylochoplana, och familjen Leptoplanidae. Arten är reproducerande i Sverige.